# Allison Scagliotti
Allison Glenn Scagliotti est une actrice américaine, née le 21 septembre 1990 à Monterey (Californie, États-Unis).
Elle est connue pour ses rôles dans Drake et Josh et Warehouse 13.

## Biographie
Elle termine en 2015 ses études à l'Institut de Formation Supérieure de Glendale. Elle est la cousine d'Alex Scagliotti et de Kevin Pfeffer, chanteur principal du groupe Five Minutes to Freedom.

### Carrière
Allison Scagliotti a eu plusieurs petits rôles à la télévision au cours de sa carrière, comprenant des apparitions dans Zoé, Les Frères Scott, Urgences et Les Experts, bien qu'elle soit plus reconnue par son rôle de Mindy Crenshaw dans la série Drake et Josh de la chaîne Nickelodeon.
Son premier rôle principal au cinéma était dans Redemption Maddie et elle est apparue dans un film de Disney Channel Le Journal de Jaimie sorti le 21 juillet 2006.
Allison interprète le rôle de Claudia Donovan dans la série, Warehouse 13 de 2009 à 2014, tout d’abord en tant que personnage récurrent puis en principale depuis la saison 2. Elle est apparue en tant qu'invitée dans le show Destination Truth.
Elle a interprété Jayna, la sœur jumelle de Zan, dans le 8e épisode de la 9e saison de Smallville.
En 2013, elle interprète Leah, le personnage principal de la comédie-horreur Chastity Bites. Elle est également la productrice exclusive et la superviseuse des musiques du film.

## Filmographie

### Cinéma
Films
- 2006 : The TV Set de Jake Kasdan : Bethany
- 2009 : National Lampoon Presents: Surf Party (en) (Endless Bummer) de Sam Pillsbury : Iris
- 2009 : My Name Is Jerry (en) de Morgan Mead : Trisha
- 2011 : Losers Take All d'Alex Steyermark : Simone
- 2013 : Chastity Bites (en) de John V. Knowles : Leah

Courts-métrages
- 2007 : Redemption Maddie d'Aaron King : Maddie Clifford

### Télévision
Téléfilms
- 2002 : America's Most Terrible Thing de John Pasquin : Molly Potts
- 2003 : Once Around the Park de James Widdoes : Rose Wingfield
- 2004 : Back When We Were Grownups de Ron Underwood : Emmy
- 2006 : Le Journal de Jaimie (Read it and Weep) de Paul Hoen : Sawyer Myrna Sullivan
- 2008 : Joyeux Noël, Drake et Josh (Merry Christmas, Drake and Josh) de Michael Grossman : Mindy Crenshaw

Séries télévisées
- 2004 : Parents à tout prix (Grounded for Life) : Kristen (saison 4, épisodes 18 et 25)
- 2004 : Joint Custody : Meg (épisode pilote non diffusé)
- 2004-2007 : Drake et Josh (Drake and Josh) : Mindy Crenshaw (8 épisodes)
- 2005 : Zoé (Zoey 101) : Stacy (saison 1, épisode 10)
- 2006 : Urgences (ER) : Josie Weller (saison 13, épisode 6)
- 2006-2007 : Les Frères Scott (One Tree Hill) : Abby Brown (3 épisodes)
- 2008 : Gemini Division : Hera Theophilus (4 épisodes)
- 2009 : Les Experts (CSI: Crime Scene Investigation) : Jemma (saison 9, épisode 13)
- 2009 : Party Down : Taylor Stiltskin (saison 1, épisode 6)
- 2009 : Mental : Heather Masters (saison 1, épisode 8)
- 2009 - 2014 : Warehouse 13 : Claudia Donovan (principale)
- 2009 : Smallville : Jayna (saison 9, épisode 8)
- 2010 : Eureka : Claudia Donovan (saison 4, épisode 5)
- 2011 : Warehouse 13: Of Monsters and Men : Claudia Donovan (épisode pilote seulement)
- 2013 : Bones : Jill Ryan (saison 8, épisode 21)
- 2013 : Person of Interest : Molly Nelson (saison 2, épisode 20)
- 2013 : Warehouse 13: Grand Designs : Claudia Donovan (saison 1, épisode 11)
- 2013 : Switched (Switched at Birth) : Aida Adams (saison 2, épisodes 16 et 18)
- 2015 : Stitchers : Camille Engelson
- 2016 : Vampire Diaries : Georgie (saison 8, épisodes 1 à 4)